# Східний порт

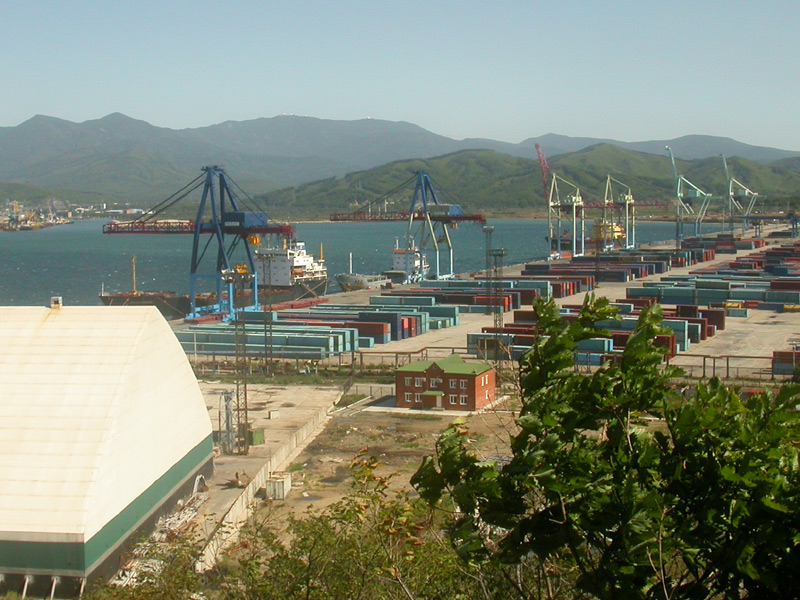
Краєвид на контейнерний термінал Східного порту з оглядового майданчика

42°44′29″ пн. ш. 133°04′47″ сх. д. / 42.74146° пн. ш. 133.0798° сх. д.
Східний порт (рос. Восточный) — найбільший глибоководний морський порт на Далекому Сході Росії. Повне найменування — ВТ «Східний порт». Розташований на березі незамерзаючої бухти Врангеля Японського моря біля однойменного селища Врангель, на півдні Приморського краю, за 30 км на схід від міста Находка. Територіально входить до складу Муніципального утворення «Находка».
Залізнична станція Східний порт за деякими джерелами вважається кінцевим пунктом Транссибірської магістралі. Це пов'язано з тим, що Східний порт найвіддаленіший від Москви на більшу відстань, ніж офіційна кінцева станція Владивосток. Автомобільним сполученням порт з'єднаний з Находкою.

## Історія
Проєктно-пошукові роботи в місці майбутнього порту почалися ще в 1968 році. У 1971 році було оголошено Всесоюзним ударним комсомольським будівництвом. У травні 1976 року введений в експлуатацію контейнерний термінал. У 1992 році Східний порт було акціоновано, і на його базі було створено ВАТ «Східний порт».

## Оператори терміналів
| Оператор                       | Функція термінала | Площа термінала (га) | Кількість причалів | Довжина причального фронту (м) | Пропускна спроможність (тис. тонн на рік) |
| ------------------------------ | ----------------- | -------------------- | ------------------ | ------------------------------ | ----------------------------------------- |
| Східний порт                   | вугільний         | 65,46                | 6                  | 1618                           | 15 107                                    |
| Спецморнефтепорт Козьміно      | нафтоналивний     | 11,03                | 2                  | 442                            | 30 000                                    |
| Східна стивідорна компанія     | контейнерний      | 70,9                 | 4                  | 1284                           | 7800                                      |
| Східноуральський термінал      | універсальний     | 10,82                | 1                  | 218                            | 2500                                      |
| Східний нафтохімічний термінал | нафтоналивний     | 4,4                  | 1                  | 206                            | 1300                                      |
| Малий порт                     | вугільний         | 0,0035               | 3                  | 353                            | 1168                                      |
| Паливно-бункерна компанія      | нафтоналивний     | 0,3                  | 1                  | 60                             | 300                                       |
| Східний лісовий порт           | універсальний     | 1,05                 | 1                  | 150                            | —                                         |

## Вантажообіг порту
Річна пропускна спроможність порту перевищує 18 млн т. На його території розташовано 19 причалів загальної довжиною близько 4,7 км з глибинами від 6,5 до 16,5 м. У складі порту — один з найбільших в Росії контейнерних терміналів, вугільний термінал, також здійснюється перевалка хімічних (мінеральних добрив, метанол), лісових вантажів. Порт дозволяє обробляти великотоннажні судна дедвейтом до 150000 т. На території порту є розвинене складське господарство.
Вантажообіг порту за 2007 становив 16 346 тис. тонн вантажів; за 11 місяців 2008 — 13 710 600 тонн. З нього близько 86 % вантажообігу становить вугілля. Основні перспективи розвитку пов'язуються з повномасштабним функціонуванням міжнародного контейнерного мосту «країни Азійсько-Тихоокеанського регіону — Західна Європа».
| рік      | 2005 | 2010 | 2015 | 2016 | 2017 | 2018 | 2022 | 2023 |
| млн тонн | 20,2 | 35,6 | 65,2 | 68,5 | 69,2 | 69,2 | 82,3 | 86,6 |